# Gangpferd
Als Gangpferde bezeichnet man Pferde, die neben den oder statt der Grundgangarten Schritt, Trab und Galopp eine oder mehrere der Sondergangarten Tölt, Pass, Paso, Foxtrott, Walk, Marcha, Rack, Speed Rack und Slow Gait zeigen.
Bis auf den Pass sind alle diese Gänge eine Variation des Schritts, also eine Viertaktgangart. Ziel ist immer eine fließende Bewegung, die dem Reiter eine möglichst erschütterungsfreie Fortbewegung ermöglicht. Gangpferde können prinzipiell jeder Pferderasse angehören, es gibt aber auch speziell auf Sondergänge selektierte Rassen.
Gangpferderassen sind auf der ganzen Welt verbreitet.
- In Europa heimische Rassen sind der Aegidienberger und Töltende Traber (Deutschland), der Arravani (Griechenland) und das Islandpferd (Island).
- Aus Südamerika stammen der Mangalarga Marchador, der peruanische Paso Peruano und der kolumbianische Paso Fino.
- Eine asiatische Rasse mit Gangveranlagung (Joro) stellt beispielsweise das Mongolische Pferd dar.
- Aus Nordamerika stammen Gangpferderassen wie das Tennessee Walking Horse als häufigste Gangpferderasse der USA, das American Saddlebred Horse als älteste Rasse der USA, der Missouri Foxtrotter, der American Standardbred, das Spotted Saddle Horse, das Rocky Mountain Horse, das Kentucky Mountain Saddle Horse, das Racking Horse, der Gaited Morgan und der Canadian Pacer.
- Aus Nordafrika stammt der Berber, bei dem die Veranlagung zum Tölt ebenfalls vorkommt.

Einige dieser Rassen sind noch recht junge Neuzüchtungen.
Gangpferde sind genetisch zu ihrem Spezialgang veranlagt. Untersuchungen an Islandpferden zeigten, dass die Fähigkeit, im Pass oder Tölt laufen zu können, eng verbunden ist mit dem Auftreten einer Mutation im Gen DMRT3. Die Genvariante wurde auch bei anderen mehrgängigen Pferden wie etwa dem Tennessee Walking Horse oder dem Paso Fino beobachtet. Um die Taktreinheit zu erlangen, die das Reiten so bequem macht, ist bei vielen jedoch meist konsequentes Training erforderlich. Gangpferde werden grundsätzlich genauso geritten wie Dreigänger (Pferde, die nur Schritt, Trab und Galopp zeigen). Die amerikanischen Gangpferde werden meist im Western- oder im leicht abgewandeltem Englisch-Stil geritten. Bei den europäischen herrscht die englische Reitweise vor, während die Südamerikaner meist in abgewandelter spanischer Reitweise präsentiert werden.

## Bilder

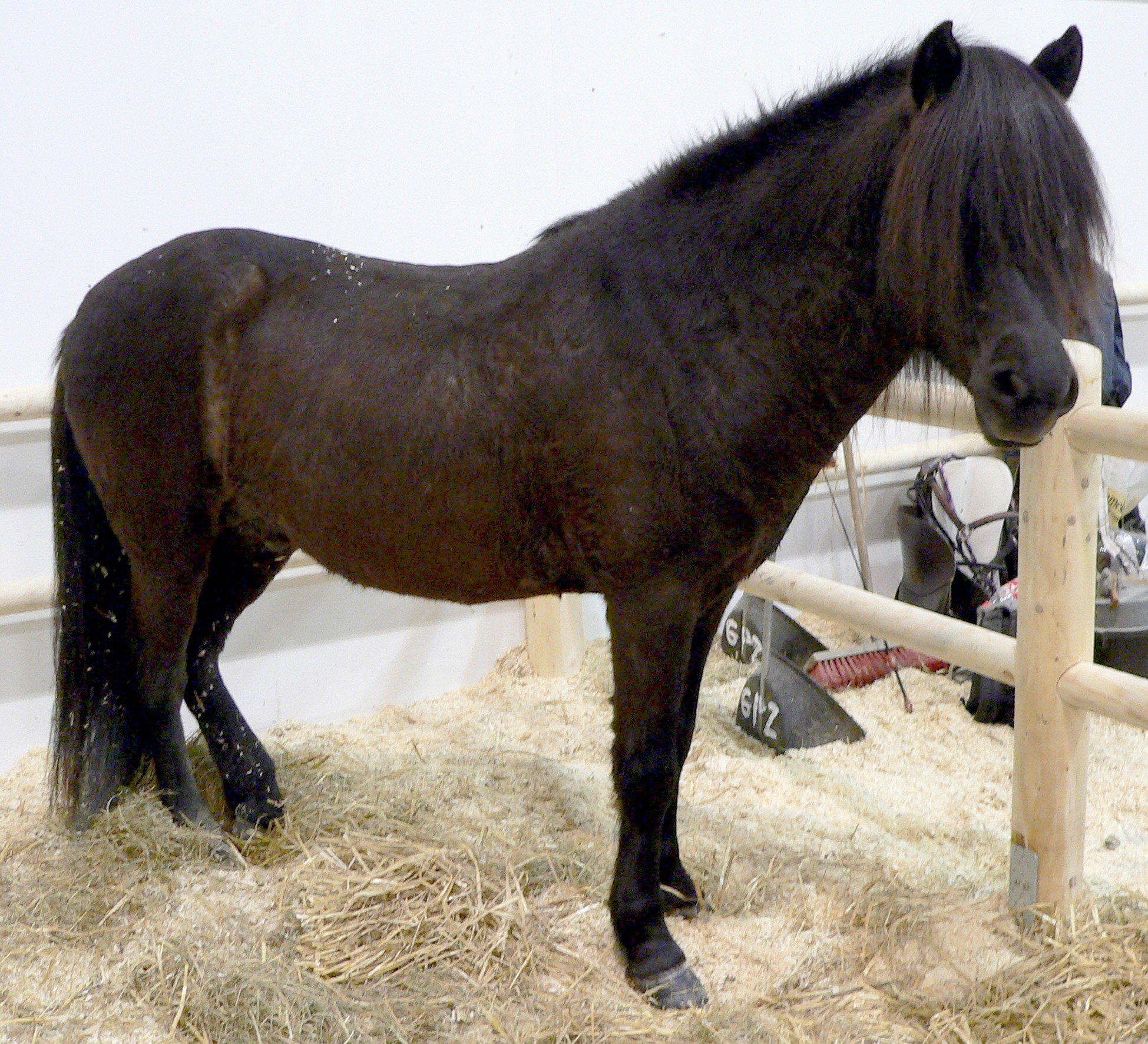
Aegidienberger
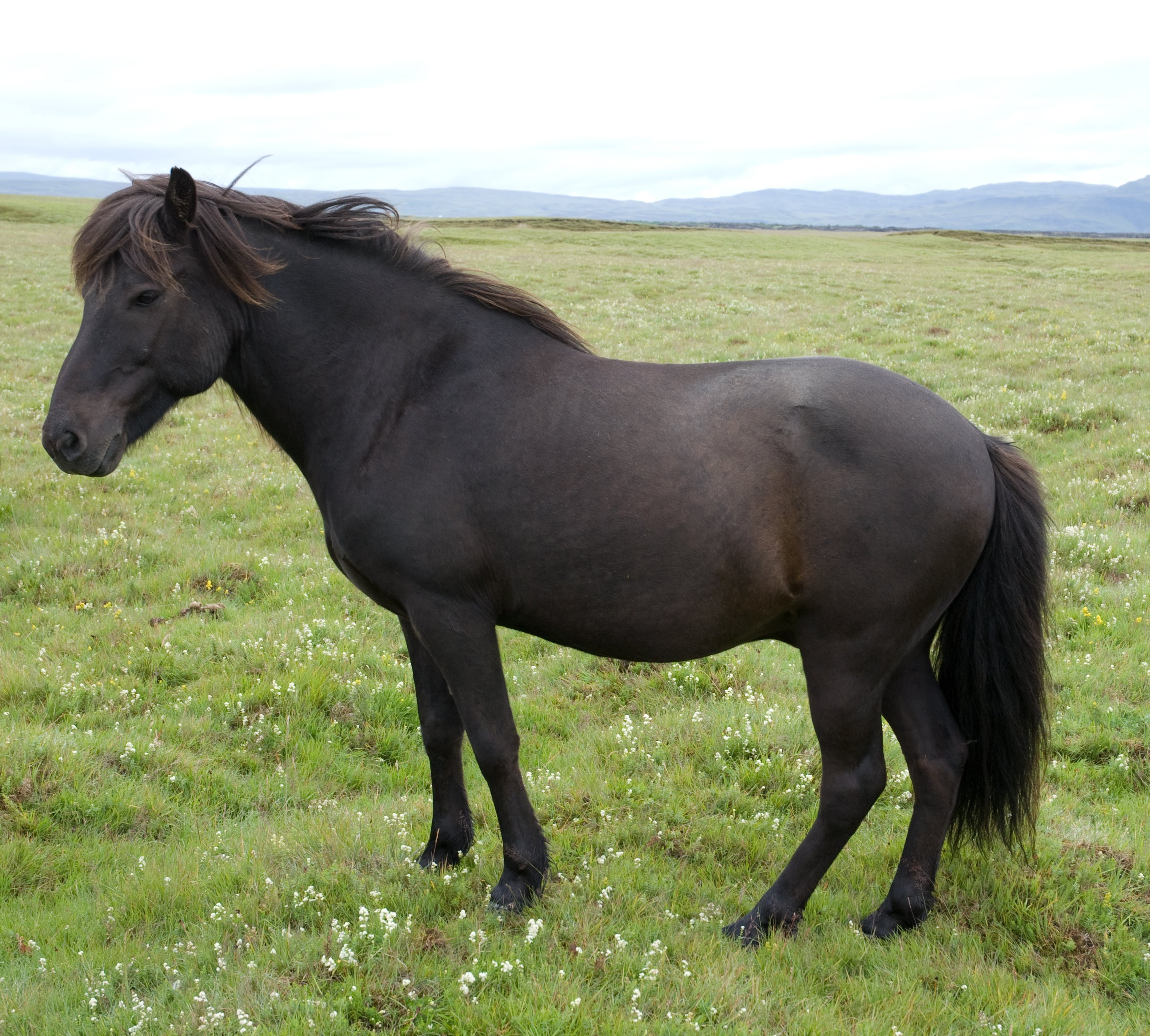
Islandpferd
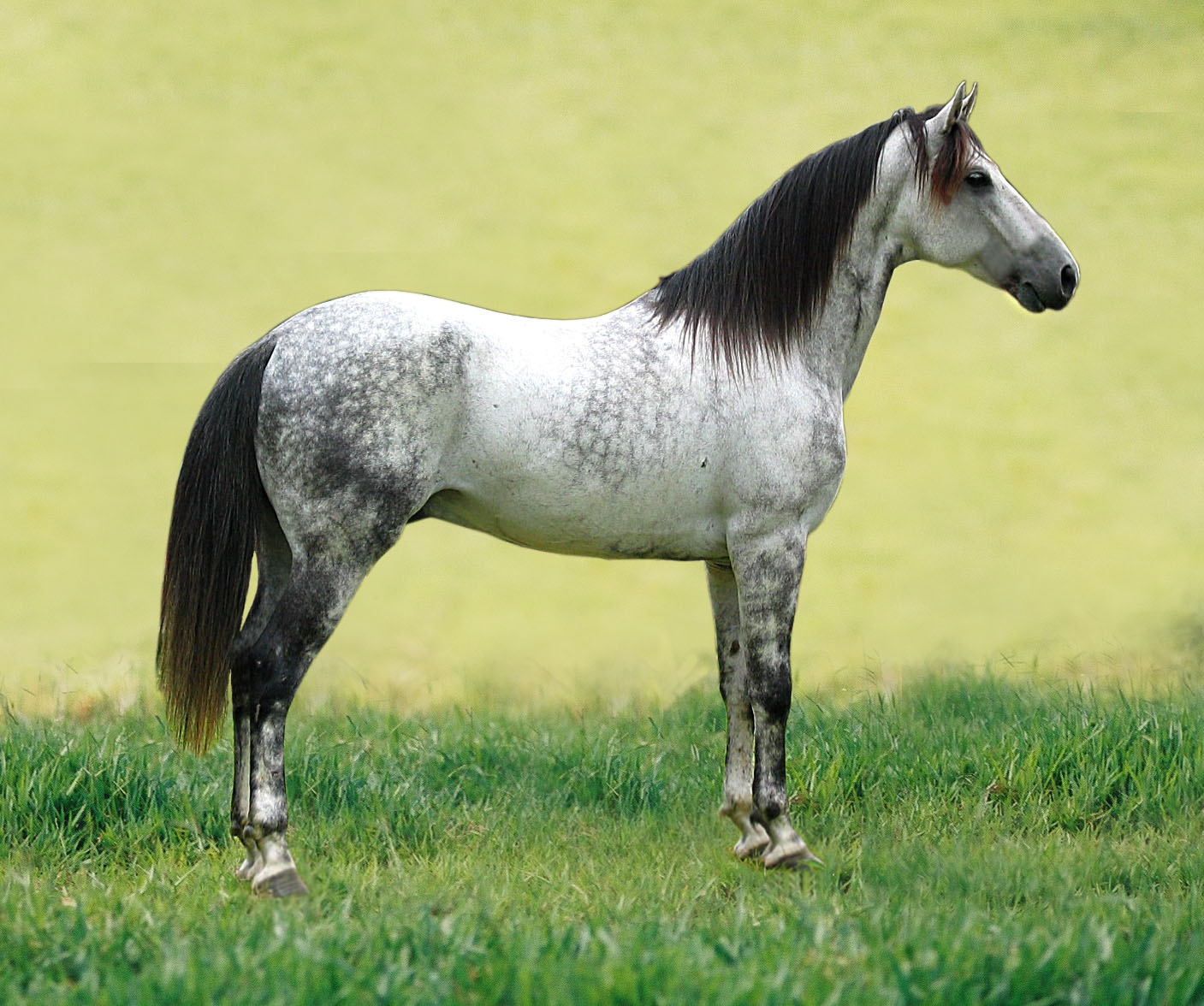
Mangalarga Marchador
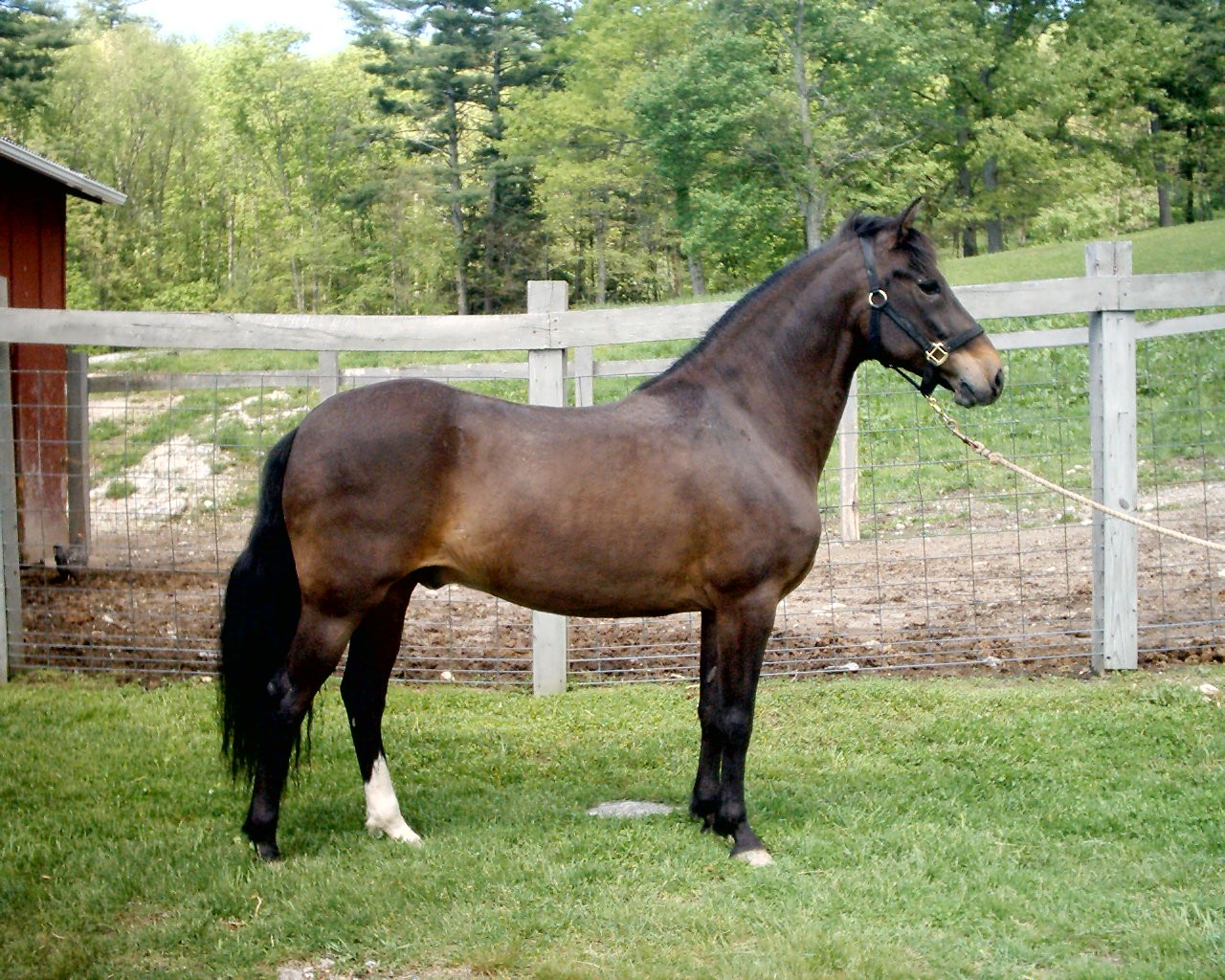
Paso Fino
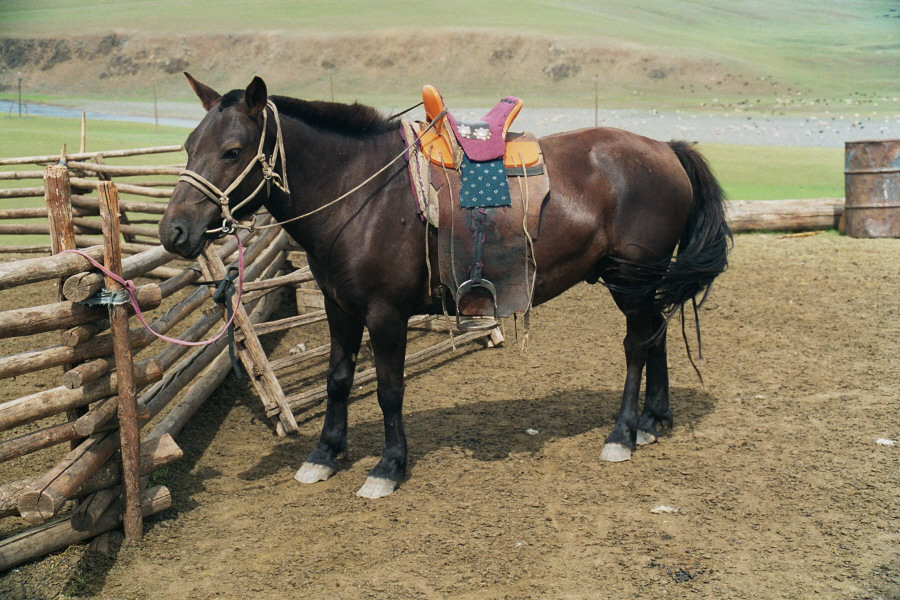
Mongolisches Pferd
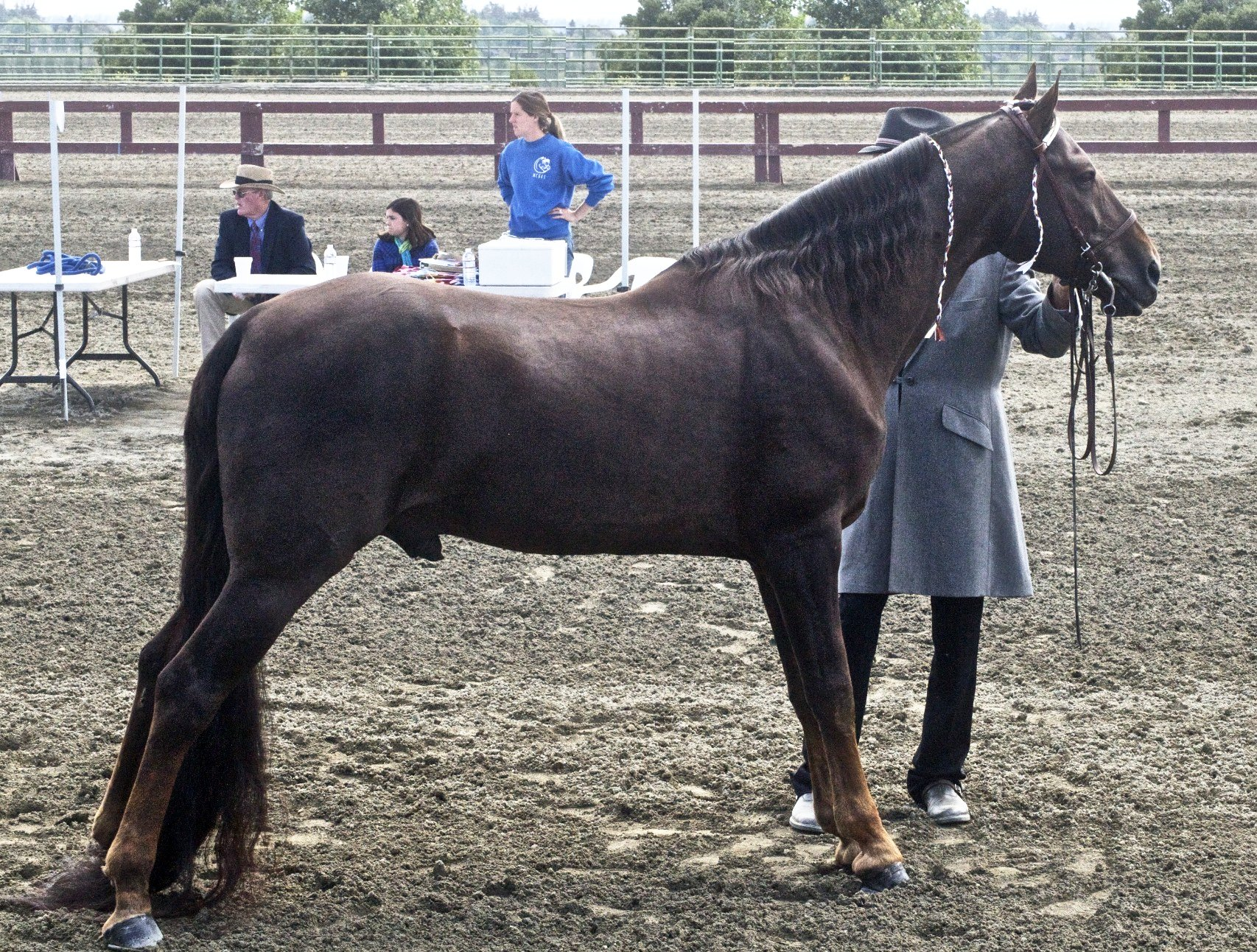
Tennessee Walking Horse
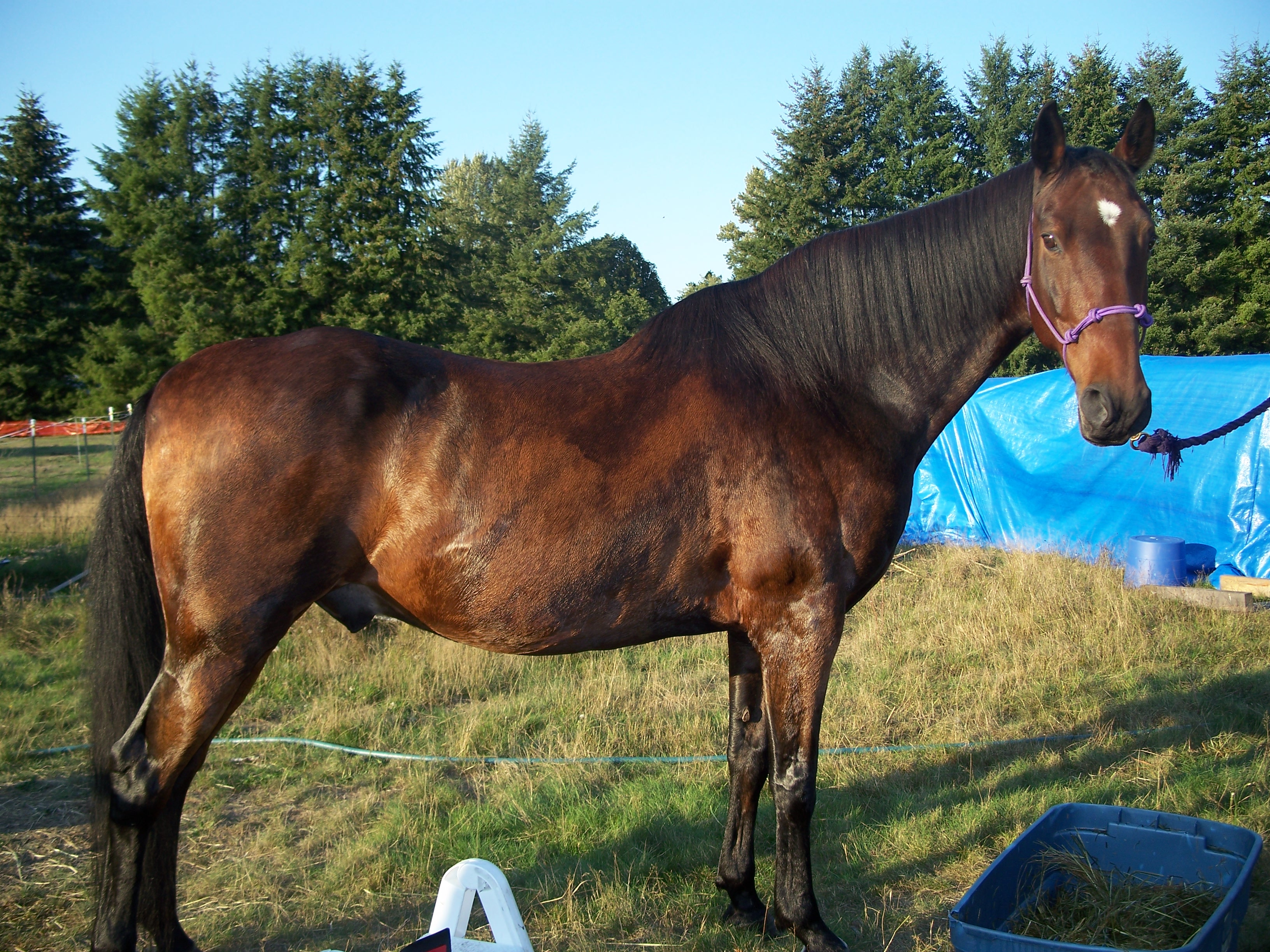
American Saddlebred
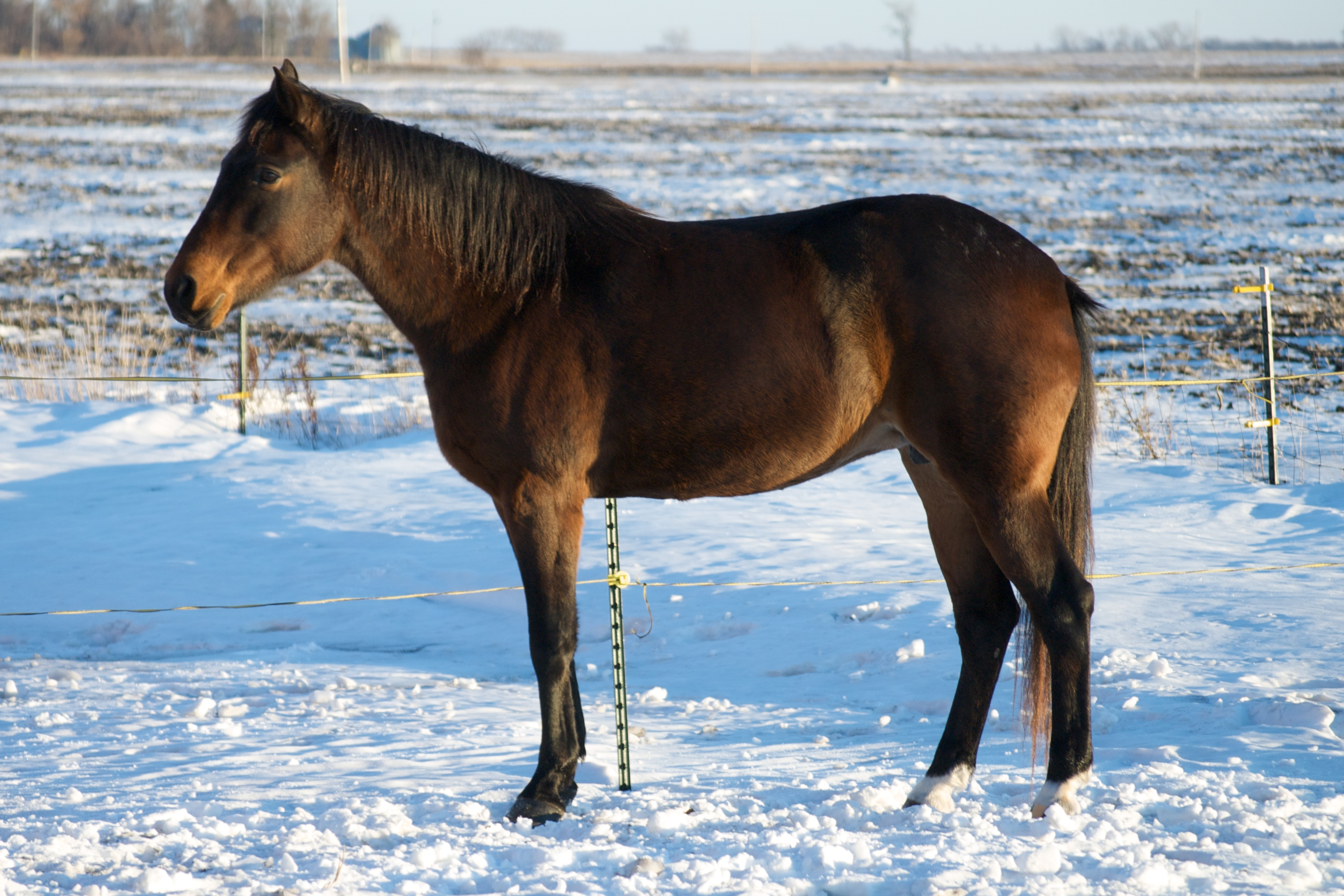
American Standardbred
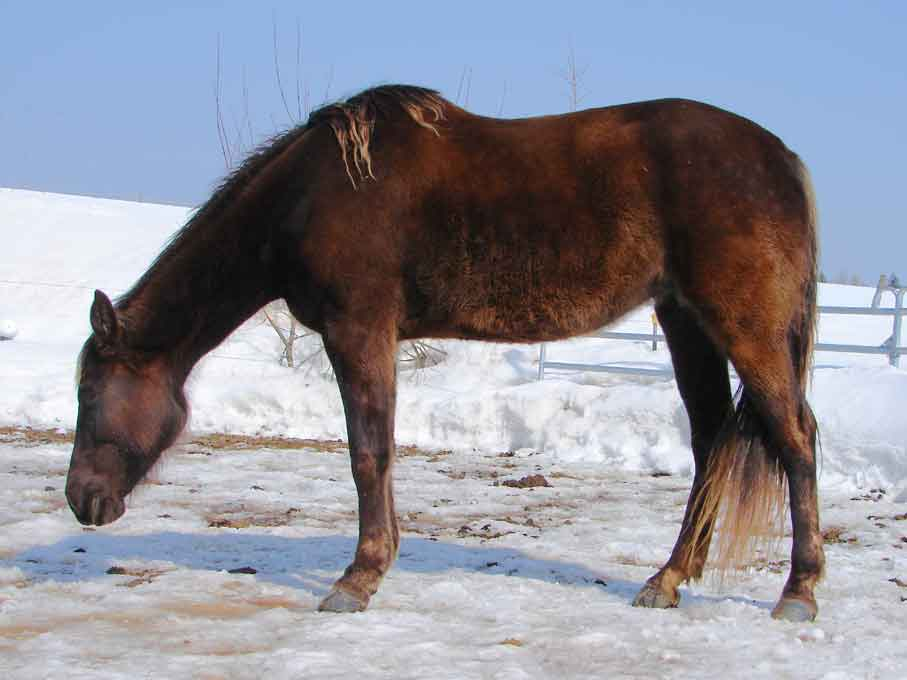
Rocky Mountain Horse
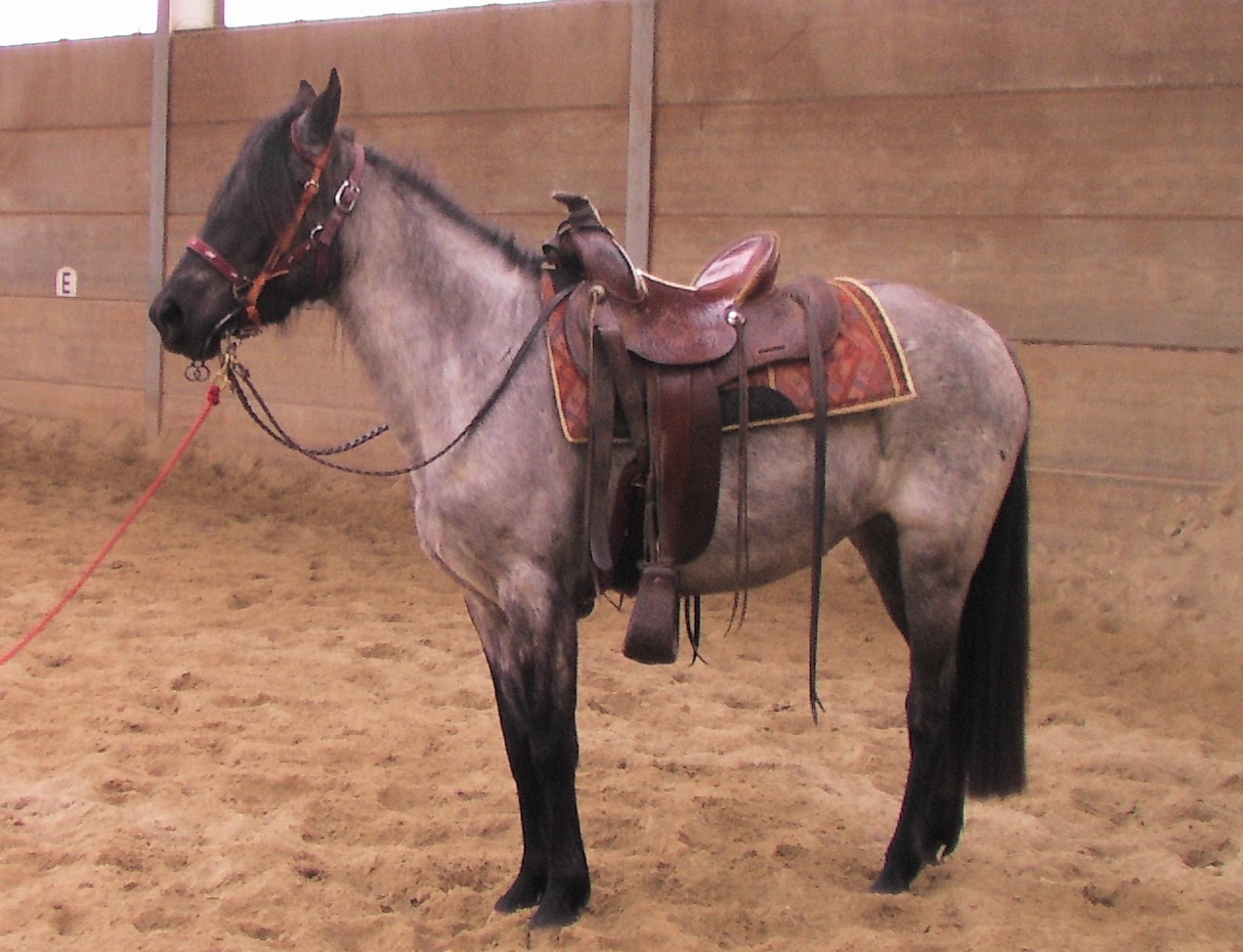
Kentucky Mountain Saddle Horse